# Тахограф

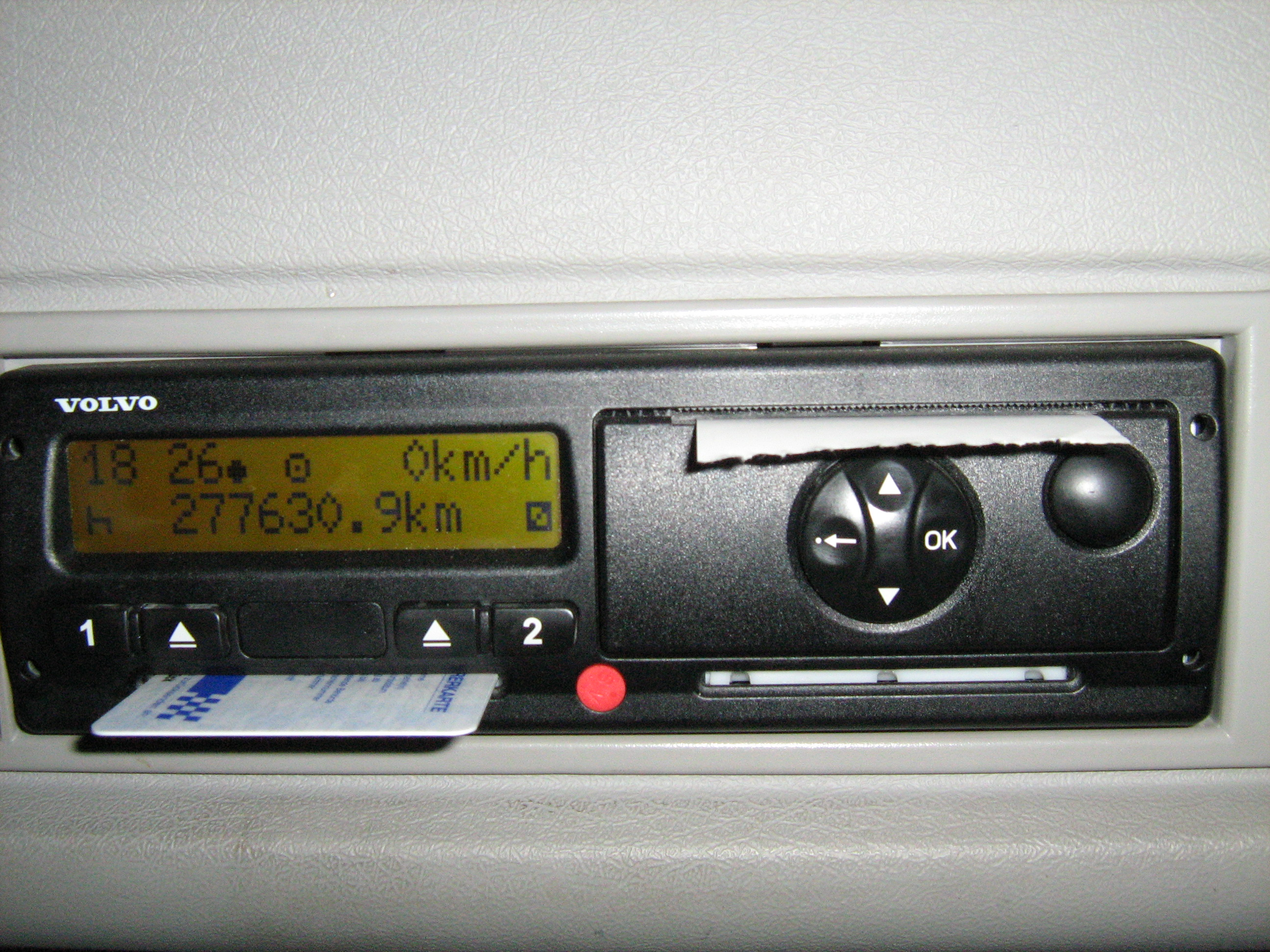
Цифровой тахограф

Тахо́граф — контрольное устройство, устанавливаемое на борту автотранспортных средств. Предназначено для регистрации скорости, режима труда и отдыха водителей и членов экипажа.

## Соглашение ЕСТР
«Европейское соглашение, касающееся работы экипажей транспортных средств, производящих международные автомобильные перевозки» в директиве № 3821/85 гласит:
Тахограф — это контрольное устройство, обеспечивающее выполнение требований соглашения ЕСТР по осуществлению постоянного, автономного и объективного контроля параметров, оговоренных в документах ЕСТР, таким образом, чтобы обеспечить принципы неотвратимости наказания за нарушения требований соглашения ЕСТР и равноправия всех сторон, участвующих в соглашении ЕСТР.
Определяющими факторами в понятии тахографа являются принципы контроля: постоянный, автономный, объективный и, самое главное, обеспечивающий неотвратимость наказания. Особое внимание уделяется именно двум последним принципам — объективности и неотвратимости наказания.
Поскольку тахографы используются при международных перевозках и контролируются на территории различных стран, а эксплуатируются водителями различных национальностей, то прибор имеет наднациональный интерфейс общения — в тахографе используются пиктограммы, а не национальный язык того или иного государства. Пиктограммы — это графические изображения режимов работы, событий и команд, которые позволяют пользователю управлять прибором, даже не зная языка общения, установленного в данном приборе ранее.

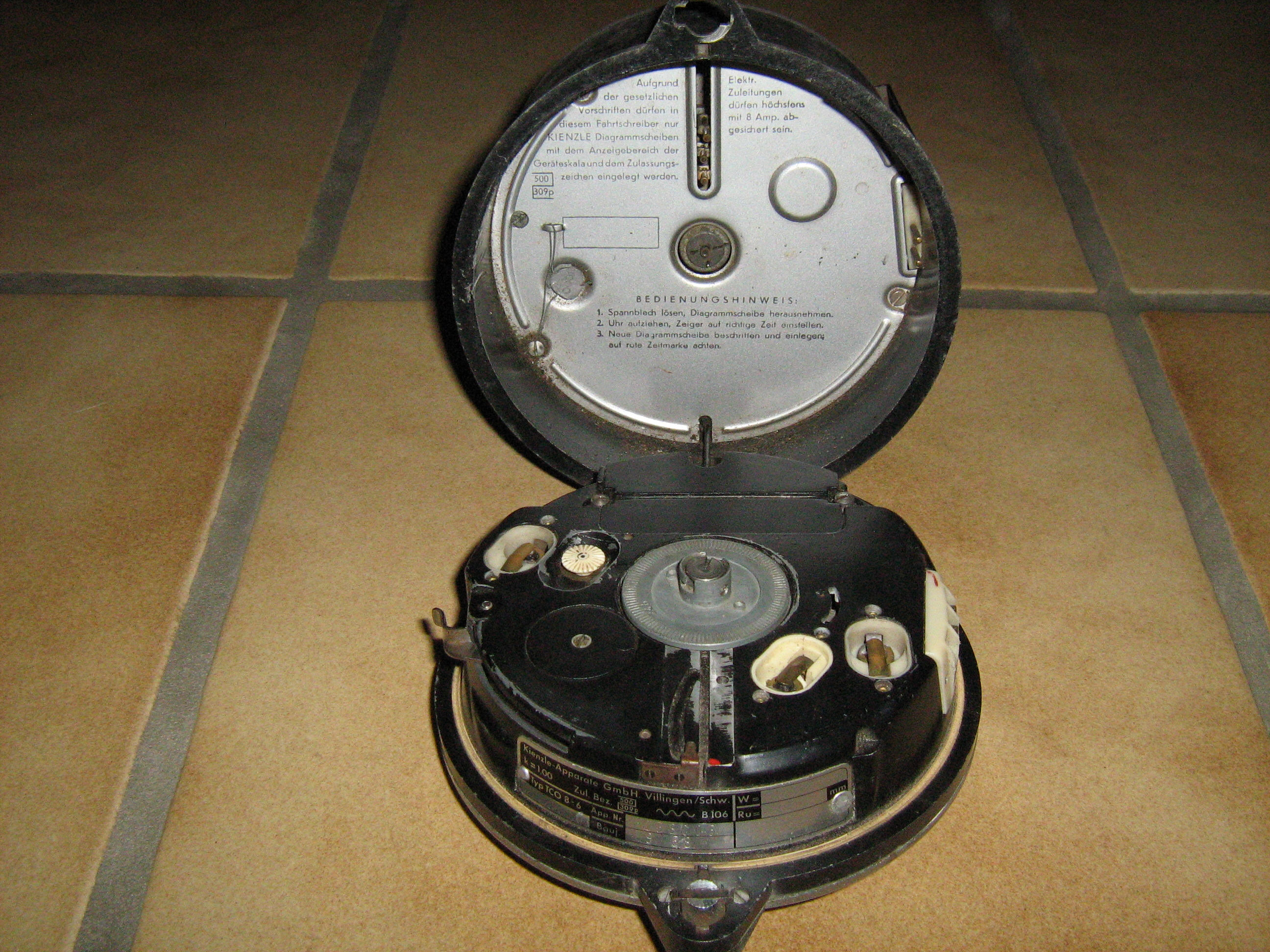
Механический тахограф

## История
Исторически идея применения тахографа возникла в Европе в момент бурного развития автомобильных грузоперевозок. Законным желанием владельцев предприятий является осуществление контроля за принадлежащими им орудиями труда и наёмными работниками. На стационарных рабочих местах это сделать легко, а как быть владельцам автопредприятий, когда водитель и автомобиль находятся вне территории предприятия в течение длительного периода времени. Для этих целей и были разработаны первые тахографы.
К ним предъявлялись следующие требования: независимо от водителя регистрировать скорость и пройденный путь относительно реального времени. Поэтому первыми производителями тахографов были часовые фирмы, так как в основе прибора был часовой механизм.
Со временем конструкция и принцип работы тахографа изменялись в соответствии с требованиями рынка. Изменилась и основная задача, возложенная на тахограф. На данный момент тахограф в первую очередь обеспечивает безопасность дорожного движения, поскольку максимальный ущерб приносят аварии с участием коммерческого транспорта, а основными причинами таких аварий является усталость водителя или превышение максимальной скорости движения, допустимой для данного типа транспортного средства. Тахограф призван не только обеспечить честную конкуренцию, но и обеспечить соблюдение режимов труда и отдыха водителей и контроль скорости движения транспортного средства, при этом показания тахографа являются юридически признаваемыми данными при разбирательстве в суде или транспортном контроле на дорогах. При этом выдаваемый тахографом документ является основанием для наложения взысканий правоохранительными органами стран участниц соглашения ЕСТР, потому что этот документ является объективным, автоматически формируемым, защищенным от фальсификаций. Поэтому техническая реализация прибора является сложной шифрованной системой постоянного энергонезависимого хранения данных, с ограничением уровня доступа и защитой передачи данных.
Тахографы были унифицированы, получили единые конструктивные и функциональные стандарты. Все европейские тахографы имеют сертификат типа средств измерений вида «e__», они внесены в общеевропейский реестр. И отсутствие на приборе маркировки типа «e__» означает, что данный прибор не может быть признан тахографом.

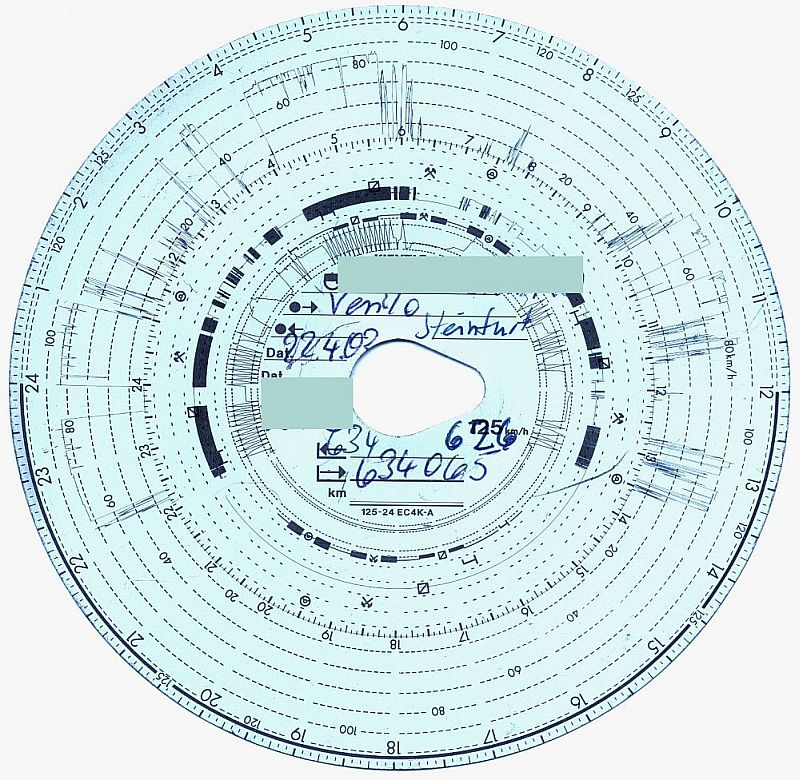
Диск тахографа

Тахограф является обязательным устройством для автомобилей, осуществляющих грузопассажирские международные перевозки. Тахографы производятся двух типоразмеров: круглые, устанавливаемые в гнездо спидометра, и радиоформата, устанавливаемые в гнездо автомагнитолы. По типу тахографы бывают цифровые и аналоговые (механические и электронно-программированные). Тахограф регистрирует скорость движения, пройденный путь и режим труда или отдыха водителя. Анализ данных тахографии позволяет владельцам компаний оценить квалификацию логистов и водителей своих предприятий.
На сегодняшний день весь вновь производимый транспорт, который обязан быть оборудован тахографом, согласно соглашению ЕСТР, выпускается с завода только с цифровым тахографом или, как его принято называть согласно документам ЕСТР, контрольном устройством, исключение составляет только транспорт, который продается в государства, не входящие в соглашение ЕСТР.
Принципиальное отличие цифрового тахографа от электронного — способ записи информации, наличие энергонезависимой памяти, способной хранить информацию в течение 1 года, и очень серьёзная защита от несанкционированного доступа к данным, записанным в память. Доступ к памяти осуществляется при помощи 4 видов «ключей», или смарт-карт: это карта водителя — она сохраняет данные на карте водителя 28 дней + текущий день, запись циклическая(новый день записан-последний стерт); карта мастерской — позволяет настраивать тахограф и изменять его основные функциональные параметры; карта компании (автопредприятия) — позволяет считывать данные о рейсах автомобилей, которые принадлежат данному автопредприятию, а также закрывать эти данные от доступа другим компаниям; карта инспектора, которая позволяет считать из памяти тахографа допущенные водителем нарушения (например, скоростного режима или режима труда и отдыха) и произошедшие сбои в работе оборудования (например, отключение питания или датчика скорости).
На данный момент существует четыре модели цифровых тахографов, которые соответствуют требованиям, изложенным в документе № 3821/85/ЕЕС Приложение 1В, и получили европейский сертификат утверждения типа контрольного устройства:
1. производства фирмы Continental Automotive GmbH под торговой маркой VDO;
2. производства фирмы Stoneridge Electronics;
3. производства фирмы EFKON AG;
4. производства фирмы ACTIA.

## В России
В России автобусы с числом мест более 8 и грузовые транспортные средства с разрешённой полной массой более 3.5 тонн (приказ Минтранса России от 13 февраля 2013 г. № 36) должны быть оборудованы тахографами, с целью обеспечения безопасных условий. Тахограф обязателен для автомашин класса М2, M3, N2, N3. Оснащение транспортных средств контрольными бортовыми устройствами должно производиться в соответствии с регламентирующими документами.
С 1 апреля 2014 года в случае отсутствия тахографа будут применяться штрафные санкции к следующим видам транспорта: — к автобусам с числом мест для сидения более 8;
— к транспортным средствам, используемым для перевозки опасных грузов; — Согласно «Приказу Министерства транспорта Российской Федерации (Минтранс России) от 17 декабря 2013 г. № 470 г. Москва „О внесении изменений в приказ Министерства транспорта Российской Федерации от 13 февраля 2013 г. № 36“», к грузовым транспортным средствам с полной массой более 15 тонн, осуществляющим междугородные перевозки штрафные санкции будут применяться с 1 июля 2014 года, к грузовым транспортным средствам с полной массой более 12 тонн, осуществляющим междугородные перевозки, штрафные санкции будут применяться с 1 сентября 2014 года, к грузовым транспортным средствам с полной массой более 3,5 тонн, осуществляющим междугородные перевозки, штрафные санкции будут применяться с 1 апреля 2015 года.
В российских тахографах применяется средство криптографической защиты информации (СКЗИ). Требования по применению блока СКЗИ в составе тахографов установлены Приказом Министерства Транспорта РФ № 36 от 13.02.2013.

### Цифровой тахограф в России
В России цифровые тахографы начали использоваться с 16 июня 2010 года, однако технология была разработана и внедрена в Европе ранее. Согласно международному соглашению ЕСТР, Российская Федерация должна была ввести европейскую систему цифровой тахографии для международных перевозок, но к установленной дате инфраструктура оказалась неготовой. Первые карты цифрового тахографа ЕСТР начали выдаваться в конце 2010 года.
Цифровые тахографы обеспечивают более высокую степень защиты данных по сравнению с аналоговыми приборами, поскольку информация записывается на персональные карты водителей и передается в центральную систему автотранспортного предприятия.
С 23 января 2012 года тахографы стали обязательными для транспортных средств, перевозящих пассажиров и опасные грузы, согласно Техническому регламенту о безопасности колесных транспортных средств. С 1 апреля 2013 года их использование стало обязательным для всех транспортных средств юридических лиц и индивидуальных предпринимателей, включая малые грузовые автомобили и такси, в соответствии с федеральным законом № 78-ФЗ.
Приказ Минтранса России № 36 от 13 февраля 2013 года устанавливает перечень транспортных средств, подлежащих оснащению тахографами:
- пассажирские транспортные средства с более чем восемью местами (категории M2 и M3);
- грузовые транспортные средства с максимальной массой от 3,5 до 12 тонн (категория N2);
- грузовые транспортные средства с максимальной массой более 12 тонн (категория N3).

16 декабря 2015 года Министерство транспорта РФ выпустило приказ № 348, изменяющий сроки оснащения транспортных средств тахографами. В соответствии с этим документом, крайний срок оснащения транспортных средств категорий N2, N3, M2 и M3 цифровыми тахографами был установлен на 1 июля 2016 года..

## Манипуляции с цифровым тахографом
Одна из главных отличительных черт цифрового тахографа — это невозможность «обмануть» тахограф. Любое механическое вмешательство или неверный ввод данных будет зарегистрирован в памяти устройства и может быть обнаружен во время официальной проверки. Тем не менее, тахограф обмануть возможно. Это — магнит на импульсном датчике, электронная отключка и прочие более экзотичные методы. Мотивация обмана тахографа водителем при внутрироссийских и при международных перевозках различна. При внутрироссийских перевозках тахограф обманывают для того, чтобы повысить показания одометра (в целях воровства дизельного топлива). При международных — цель совершенно иная. Периоды работы и управления транспортным средством водителя фальсифицируются и вводятся в тахограф в виде «отдыха», тем самым рейс, в нарушение положений ЕСТР, возможно закончить быстрее.
Любые манипуляции с тахографом повлекут за собой штраф, который будет зависеть от того, насколько серьёзны были манипуляции и в зависимости от страны, в которой нарушение было выявлено. Тем не менее, следует учитывать, что выявление манипуляций зависит от качества программы-анализатора контролирующего органа. В настоящее время при внутрироссийских перевозках подобные программы-анализаторы отсутствуют.
В качестве примера можно привести Испанию, в которой штраф может достигать €400 за неправильный ввод данных в тахограф или использование просроченной карты тахографа. Некорректное использование регистрационных листков или отсутствие данных о времени вождения и отдыха в контролирующем устройстве может увеличить сумму штрафа до €2000, в то время как водителю, у которого нет регистрационных листков или отсутствует тахограф и другое необходимое оборудование, придётся заплатить штраф в размере до €6000.
Также следует учитывать законодательство Франции. В случае, если водитель использовал период еженедельного отдыха не в гостинице, а в транспортном средстве, штраф — до €500 000, либо тюремное заключение (в настоящее время данная проблема обсуждается в Еврокомиссии).